# آلما، کبک

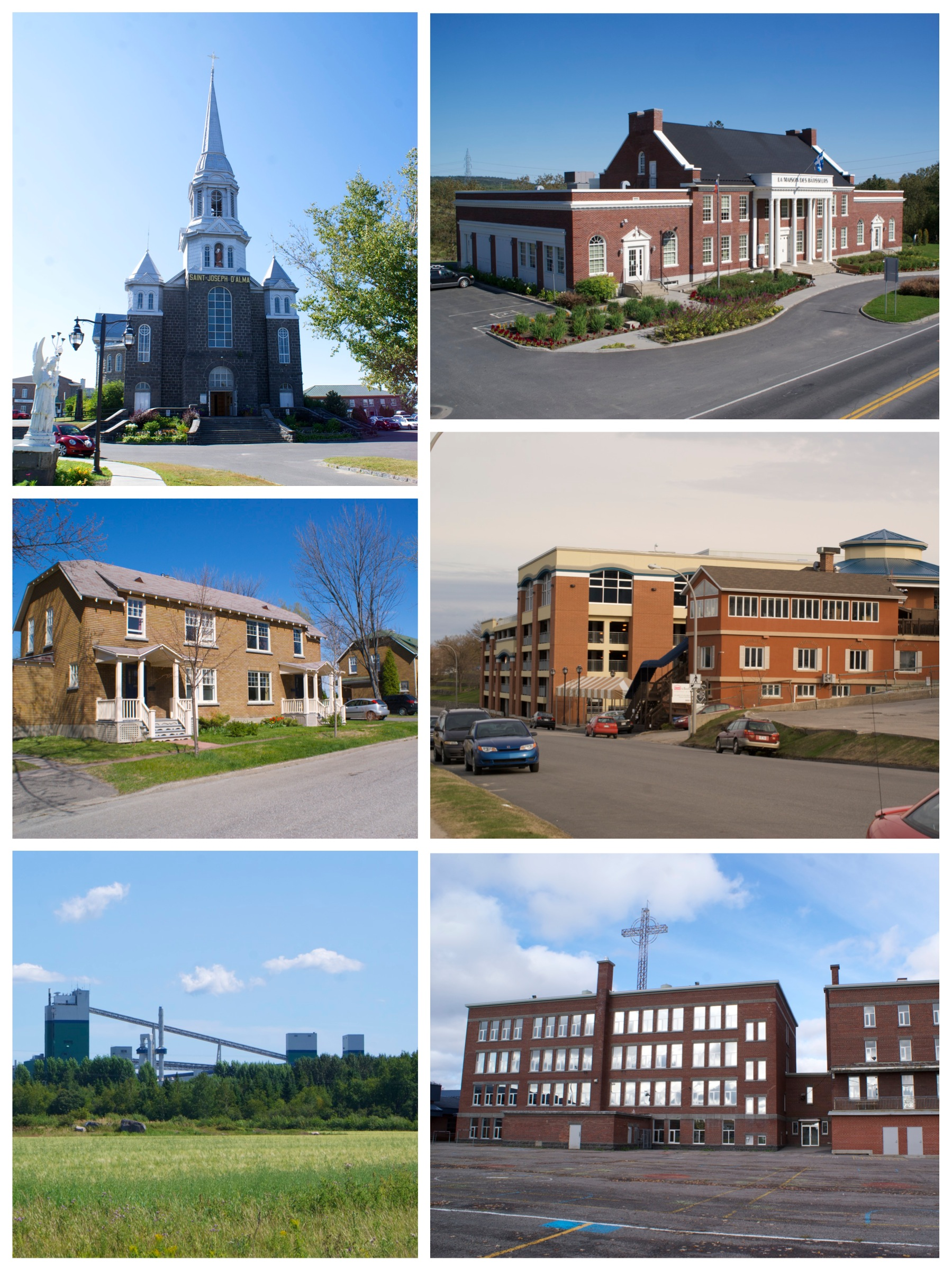
آلما، کبک

آلما (به فرانسوی: Alma) شهرکی در منطقه شهری لاک-سن-ژان-است ناحیه سگونه-لاک-سن-ژان در استان کبک کانادا است. در سرشماری سال ۲۰۱۱ این شهرک ۳۰٬۴۰۷ نفر جمعیت داشته و مساحت آن ۲۰۲٫۱ کیلومتر مربع است.